# Indigofera gypsacea
Indigofera gypsacea är en ärtväxtart som beskrevs av Mats Thulin. Indigofera gypsacea ingår i släktet indigosläktet, och familjen ärtväxter. Inga underarter finns listade i Catalogue of Life.